# Hrabstwo Erie (Pensylwania)

Piramida wieku hrabstwa

Hrabstwo Erie (ang. Erie County) – hrabstwo w północno-zachodniej części stanu Pensylwania w USA. Według spisu przeprowadzonego przez US Census Bureau w roku 2010 liczyło 280 566 mieszkańców. Siedzibą hrabstwa jest miasto Erie.

## Geografia
Hrabstwo zajmuje powierzchnię 4 035 km². Ląd zajmuje 2069 km², a wody 1966 km² (48,7% całej powierzchni).

### Sąsiednie hrabstwa
- Hrabstwo Warren (wschód)
- Hrabstwo Crawford (południe)
- Hrabstwo Ashtabula (zachód)

### Wybrane miasta
- Corry
- Erie